# Entomophthora weberi
Entomophthora weberi är en svampart som beskrevs av G. Lakon ex Samson 1979. Entomophthora weberi ingår i släktet Entomophthora och familjen Entomophthoraceae.   Inga underarter finns listade i Catalogue of Life.